# Astra (album)
Astra to kolejny album supergrupy Asia wydany w 1985 roku.

## Lista utworów
1. "Go" – 4:07
2. "Voice of America" – 4:27
3. "Hard On Me" – 3:34
4. "Wishing" – 4:15
5. "Rock and Roll Dream" – 6:51
6. "Countdown to Zero" – 4:14
7. "Love Now Till Eternity" – 4:11
8. "Too Late" – 4:12
9. "Suspicion" – 3:45
10. "After the War" – 5:11

## Twórcy
- Geoff Downes – keyboard, wokal
- Mandy Meyer – gitara
- Carl Palmer – perkusja
- John Wetton – wokal, gitara basowa